# Göte Melin
Göte Hjalmar Erik Melin (ur. 26 lipca 1910, zm. 23 grudnia 1991) – szwedzki zapaśnik walczący w stylu wolnym. Olimpijczyk z Berlina 1936, gdzie zajął dziewiąte miejsce w wadze lekkiej.
Mistrz kraju w stylu klasycznym w 1935; drugi w 1936. Mistrz w stylu wolnym w 1931 roku.

## Letnie Igrzyska Olimpijskie 1936
| Konkurencja      | Rundy eliminacyjne      | Rundy eliminacyjne    | Rundy eliminacyjne | Klas. końcowa |
| Konkurencja      | Przeciwnik I            | Przeciwnik II         | Przeciwnik III     | Miejsce       |
| ---------------- | ----------------------- | --------------------- | ------------------ | ------------- |
| 66 kg styl wolny | Arthur Thompson (GBR) Z | Sadık Soğancı (TUR) P | Doc Strong (USA) P | 9.            |